# Behind Two Guns
Behind Two Guns er en amerikansk stumfilm fra 1924 af Robert North Bradbury.

## Medvirkende
- J. B. Warner som Dr. Elijah Cutter
- Hazel Newman som Jessie Nash
- Marin Sais som Myrtle Baxter
- Jay Morley som Ward Baxter
- Jim Welch som Scout Nash
- Otto Lederer som Olaf Ludovic/Dr. Betz
- Guillermo Calles som Eagle Slowfoot
- Jack Waltemeyer som Joe Haynes
- Emily Gerdes som Esmeralda Perkins
- Bartlett Carré som Jake Watkins
- Robert North Bradbury